# Веселин Бранимиров
Веселин Бранимиров Атанасов е български футболист, защитник и треньор.

## Кариера
Роден е на 25 август 1975 г. във Варна. Висок е 181 см и тежи 80 кг. Играл е за Черно море, Нефтохимик и Тобол (Костанай) (Казахстан). Вицешампион през 1997 с Нефтохимик, и финалист за купата на страната през 2000 г. За националния отбор е изиграл 5 мача, а за младежкия национален отбор има 21 мача и 1 гол. Има 6 мача за купата на УЕФА и 27 мача с 2 гола за купата на страната за Нефтохимик.
От 2009/2010 треньор на украинския футболен отбор Металург (Донецк).
През ноември 2011 започва работа като помощник-треньор в Левски. 
Помощник-треньор е на латвийския Рига ФК.
През 2019 г. поема тима на ФК Поморие.

## Статистика по сезони
- Черно море – 1992/93 – Б група, 11 мача/1 гол
- Черно море – 1993/94 – А група, 4/0
- Черно море – 1994/95 – Б група, 7/0
- Черно море – 1995/ес. – Б група, 14/0
- Нефтохимик – 1996/пр. – А група, 19/1
- Нефтохимик – 1996/97 – А група, 26/2
- Нефтохимик – 1997/98 – А група, 29/2
- Нефтохимик – 1998/99 – А група, 26/1
- Нефтохимик – 1999/00 – А група, 27/0
- Нефтохимик – 2000/01 – А група, 23/0
- Нефтохимик – 2001/02 – А група, 35/0
- Нафтекс – 2002/03 – А група, 12/0
- Нафтекс – 2003/04 – А група, 24/1
- Нафтекс – 2004/05 – А група, 23/0
- Тобол – 2005 – Казахстанска Суперлига, 5/0
- Нафтекс – 2006/пр. - А група, 11/0
- Нафтекс – 2006/07 – Б група, 5/0